# План (благотворительная организация)
План (англ. Plan) — международная неправительственная некоммерческая организация, работающая в 50 странах Африки, Азии, Северной и Южной Америки и занимающаяся защитой прав детей. В 2013 году деятельность организации охватила 78 миллионов детей в 90 229 общинах. Организация — одна из крупнейших в мире, ориентированных на детей, в ней заняты около 600 000 добровольцев, имеется 21 национальная организация, ответственная за привлечение средств и информирование населения в своих странах.
Организация подчеркивает взаимодействие с сообществами в качестве средства удовлетворения потребностей детей по всему миру. НКО фокусирует своё внимание на образовании, экономической безопасности, водоснабжении и санитарии, здравоохранении, сексуальном здоровье (включая ВИЧ), помощи при чрезвычайных ситуациях, и защите детей. Она обеспечивает подготовку специалистов по обеспечению готовности к бедствиям, реагированию и восстановлению, которые оказывали помощь во многих странах, в том числе Китае, Гаити, Колумбии и Японии.

## История
План был основан в течение Гражданской войны в Испании британским журналистом Джоном Лангдон-Дэвисом и работающим в благотворительности Эриком Маггериджем. Увидев детей, осиротевших в результате конфликта, они основали «план приёмным родителям для детей в Испании» (англ. Foster Parents Plan for Children in Spain), который позже изменил своё название на «международный план» (англ. Plan International). Основанная в 1937 году, организация предоставила пищу, кров и одежду для детей, пострадавших (часто осиротевших) из-за войны.
1940-е — во время Второй мировой войны, организация (тогда англ. Foster Parents Plan for War Children) помогала перемещённым детям из всех уголков Европы.
1950-е — как Европа оправилась, «План» постепенно переместились из этих стран в менее развитые страны. Она стала называться англ. Foster Parents Plan Inc. для отражения целей: проведения устойчивых позитивных изменений в жизни нуждающихся детей.
1960-е — организация расширила масштабы своей деятельности в страны Южной Америки и Азии. В 1962 году, первая леди США Жаклин Кеннеди была почётным председателем в течение серебряного юбилея организации.
1970-е — в 1974 году название вновь было изменено на англ. Plan International.
1980-е — к Бельгии, Германии, Японии и Великобритании присоединились Канада, США, Австралия и Нидерланды в качестве стран-доноров. Организация была признана ООН в качестве консультанта по экономическим и социальным вопросам.
1990-е — Организация открыла офисы во Франции, Норвегии, Финляндии, Дании, Швеции и Республике Корея.
2000-е — название вновь было изменено на англ. Plan, чтобы сделать организацию более легко узнаваемый по всему миру, и логотип был обновлён, чтобы отразить это изменение названия.